# Oxeoschistus puerta
Oxeoschistus puerta är en fjärilsart som beskrevs av John Obadiah Westwood 1851. Oxeoschistus puerta ingår i släktet Oxeoschistus och familjen praktfjärilar. Inga underarter finns listade i Catalogue of Life.

## Bildgalleri

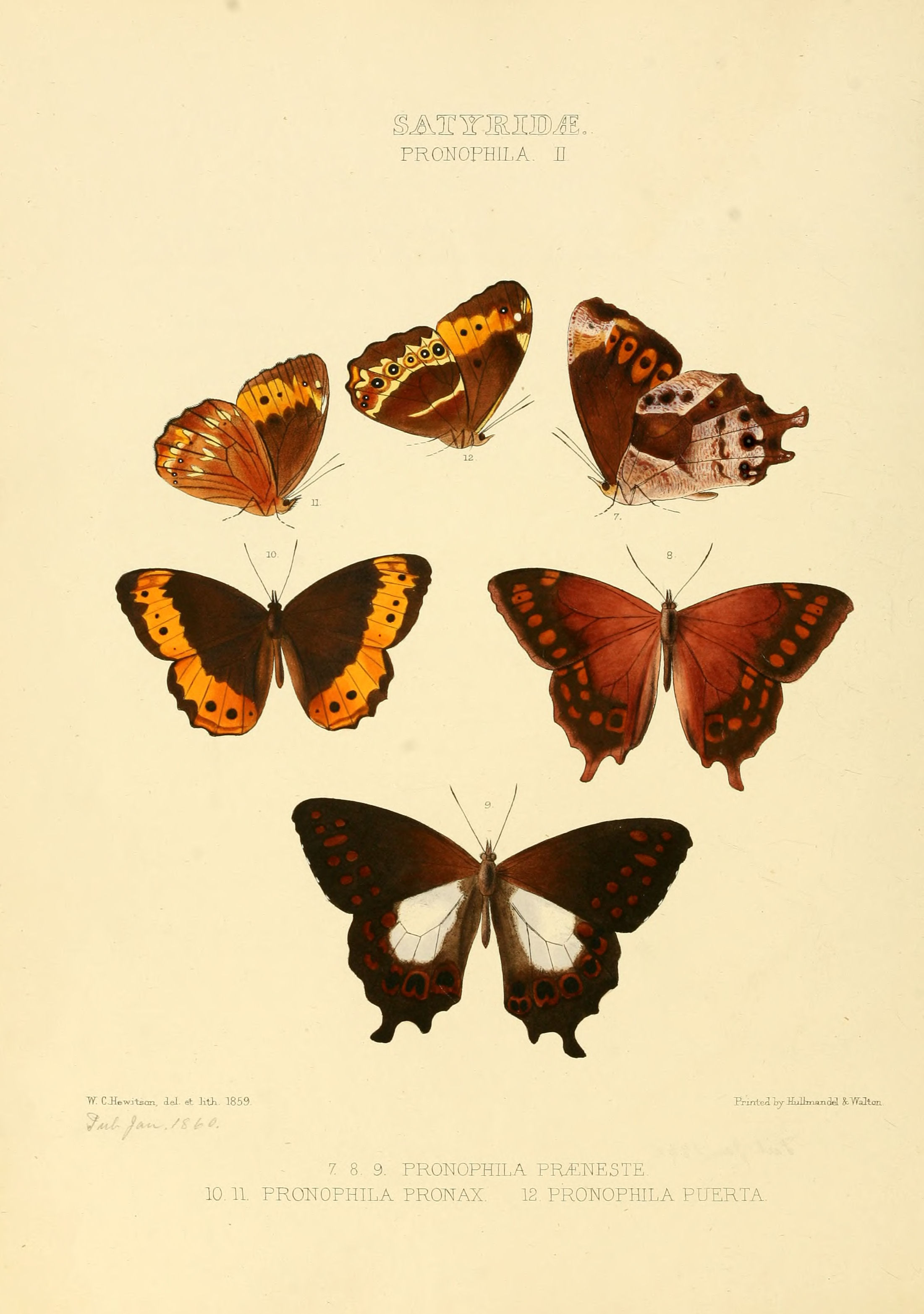